# Magazia (okręg Neamț)
Magazia – wieś w Rumunii, w okręgu Neamț, w gminie Crăcăoani. W 2011 roku liczyła 591 mieszkańców.